# Tương Kiều
Tương Kiều (chữ Hán giản thể: 湘桥区) là một quận thuộc địa cấp thị Triều Châu, tỉnh Quảng Đông, Cộng hòa Nhân dân Trung Hoa. Tương Kiều nằm ở hạ lưu Hàn Giang. Quận này có diện tích 155,14 ki-lô-mét vuông. Dân số năm 2003 là 343.000 người, trong đó dân số phi nông nghiệp là 264.600 người, dân số nông nghiệp là 7,88 vạn ngườ. Mã số bưu chính là 521000. Chính quyền quận đóng ở nhai Phủ Thành.

## Hành chính
Quận Tương Kiều được chia thành 13 đơn vị hành chính cấp hương gồm 9 nhai đạo và 4 trấn. Ngoài ra quận này còn quản lí 3 đơn vị ngang cấp hương khác.
- Nhai đạo: Tương Kiều (湘桥街道), Tây Hồ (西湖街道), Kim Sơn (金山街道), Thái Bình (太平街道), Nam Xuân (南春街道), Tây Tân (西新街道), Kiều Đông (桥东街道), Thành Tây (城西街道), Phượng Tân (凤新街道)
- Trấn: Ý Khê (意溪镇), Lân Khê (磷溪镇), Thiết Phố (铁铺镇), Quan Đường (官塘镇)

Đơn vị ngang cấp hương khác
- Lâm trường Hồng Sơn (红山林场)
- Khu khai phát (开发区)
- Khu khai phát sản nghiệp kĩ thuật cao, mới Phượng Tuyền Hồ - Triều Châu (潮州市凤泉湖高新技术产业开发区)